# Чуньцю (хроніка)

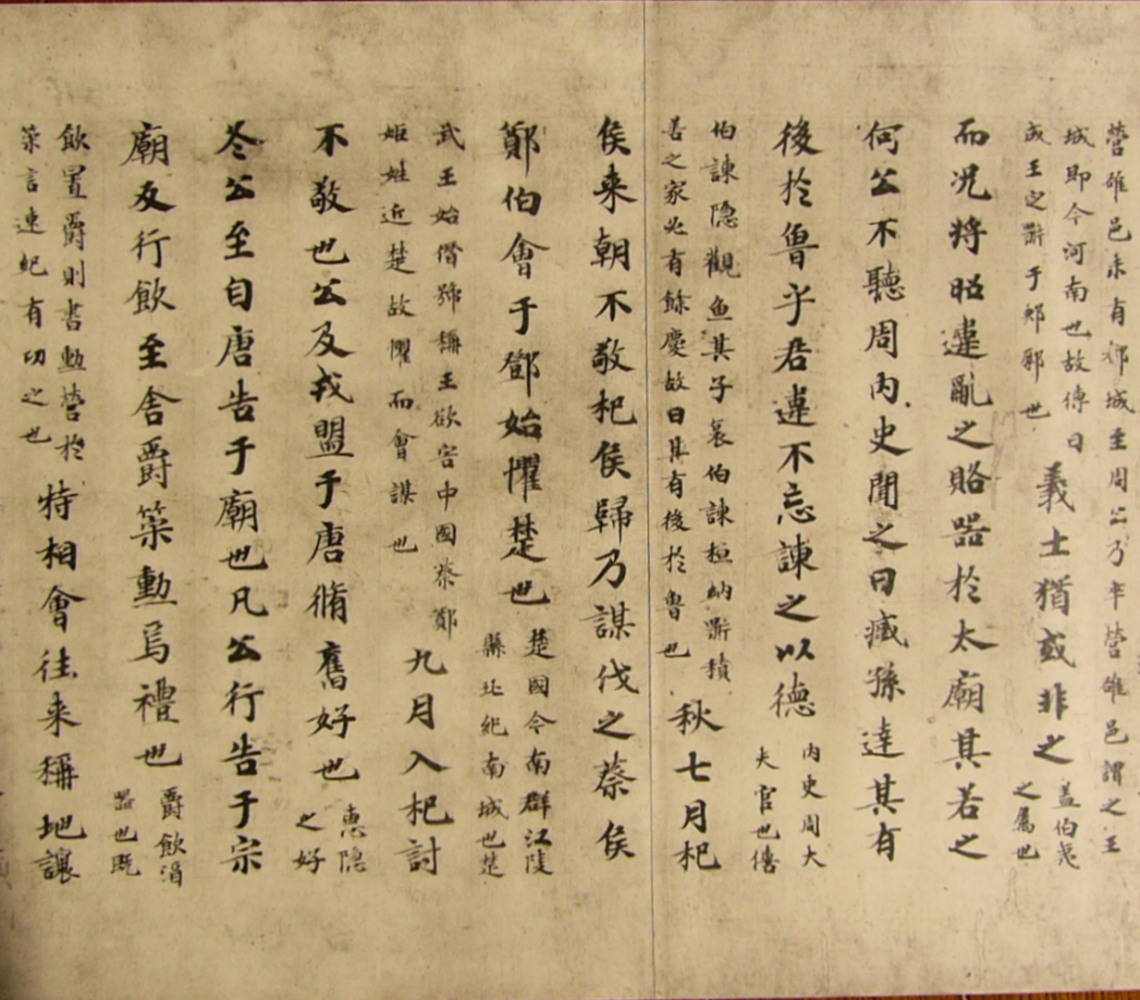
Чуньцю. (VIII століття, Музей Юрінкан, Кіото, Японія).

Чуньцю́ (кит. 【春秋】, піньїнь: Chūnqiū, буквально «Весни та осені») — давньокитайська хроніка держави Лу, що дала назву періоду Чуньцю (722—479 до Р.Х.). Найдавніший китайський літопис. Містить  16 257 ієрогліфів. Виклад настільки стислий, що вимагає коментарів. З десятків таких коментарів збереглися лише три, найціннішим з яких є «Коментар Цзо». За часів Мен-цзи авторство хроніки приписувалося Конфуцію, хоча вона була складена луськими придворними хроністами. Завдяки атрибуції до Конфуція твір увійшов до конфуціанського П'ятикнижжя.

## Затемнення сонця
Придворний тлумач конфуціанського вчення Дун Чжуншу вчив, що «Чуньцю» є чудовою інструкцією для правителів, а описані в ній сонячні затемнення, падіння зірок тощо повинні нагадувати їм про неминучі наслідки неблагочестивих діянь.
Згідно з сучасними підрахунками, з 37 позначених в «Чуньцю» сонячних затемнень 33 дійсно відбулися і могли спостерігатися в Китаї. Це затемнення 720, 709, 695, 676, 669, 668, 664, 655, 648, 626, 612, 601, 599, 575, 574, 559, 558, 553, 552, 550, 549, 546, 535, 527, 525, 521, 520, 518, 511, 505, 498, 481 років до н. е.

## Чуньцю як жанр
Поняття "Чуньцю", що виражає кругообіг сезонів, використовувалося як формотворний принцип інших давньокитайських творів: наприклад, "Аннали Люй Бувея" (Люй-ши цуньцю). Див. також Spring and Autumn Annals of the Sixteen Kingdoms.

## Сучасне використання назви
Китайська назва амбіційного твору Ґу Хунміна (Gu Hongming) «Дух китайського народу» (1915), написаного з конфуціанських позицій англійською мовою, не надає буквального перекладу англійського The Spirit of the Chinese People. Спираючись на авторитет «Чуньцю», автор надав своїй книзі, що викладає європейському читачеві головні засади конфуціанської етики, назву «Великий зміст Чуньцю» zh:春秋大義.
У 1991 році в КНР було засновано впливовий журнал, який звертається до соціальних і політичних тем історії та сучасності, «Янь-Хуан чуньцю» zh:炎黄春秋  [Архівовано 23 лютого 2014 у Wayback Machine.]. Назва журналу відсилає до Янь-ді та Хуан-ді, міфічних засновників китайської нації.